# Тернопільська загальноосвітня школа-ліцей № 13 імені Андрія Юркевича
Тернопільський навчально-виховний комплекс «Школа-ліцей» № 13 імені Андрія Юркевича — середній освітній комунальний навчальний закладТернопільської міської ради в м. Тернополі Тернопільської області. Школа-ліцей має ім'я Андрія Юркевича.

## Історія
НВК заснований у 2009 році.

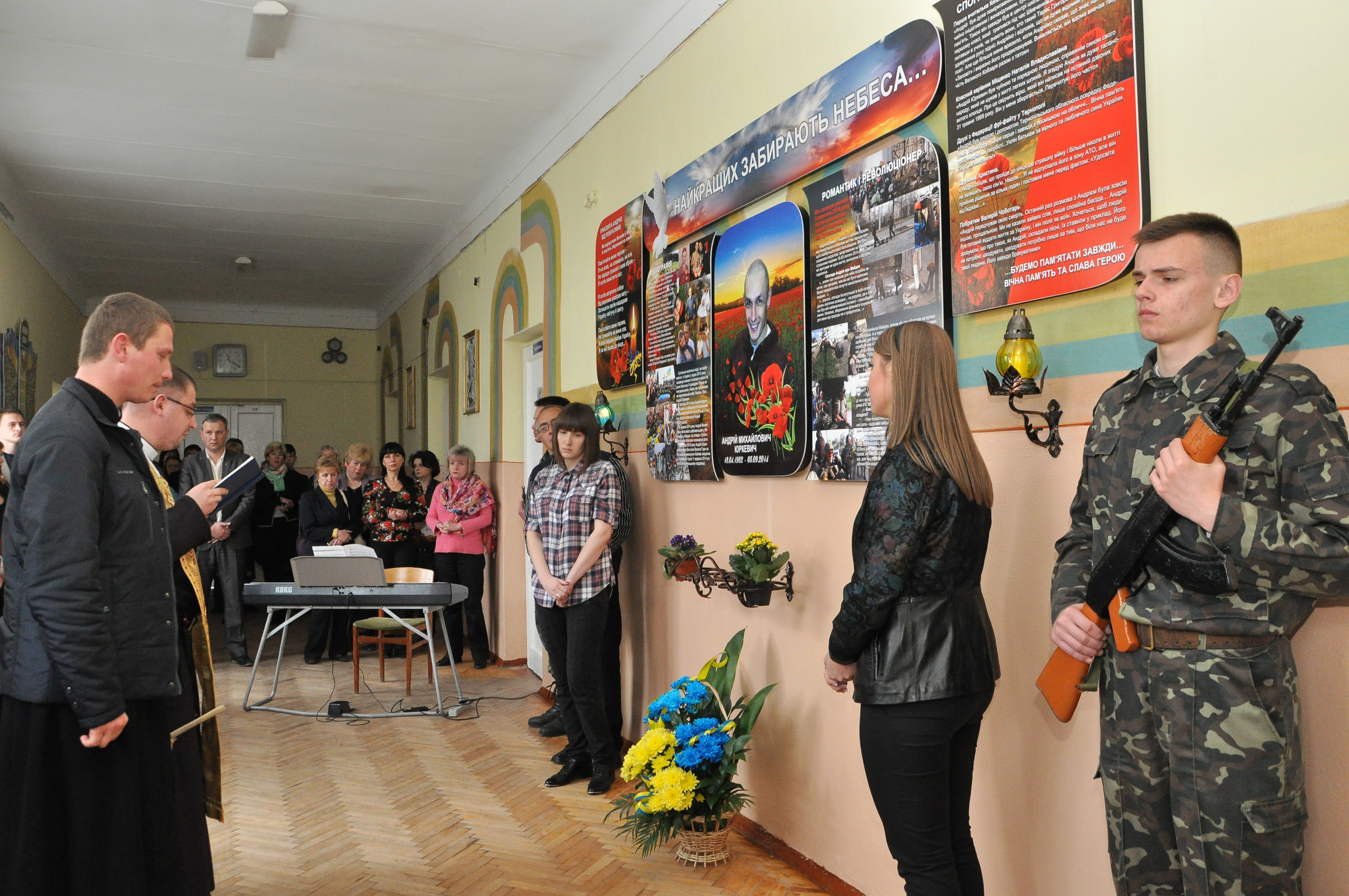
Відкриття кутка пам'яті Андрія Юркевича

17 квітня 2015 року у школі відбувся вечір-реквієм та відкриття кутка пам'яті Андрія Юркевича, а наприкінці 2016 року рішенням виконкому Тернопільської міської ради школі-ліцею присвоєно ім'я випускника-героя.

## Сучасність
У 19 класах школи навчається 492 учнів.
Профіль школи — спортивний. У школі викладають англійську та німецьку мови.

## Педагогічний колектив
- Руслан Васильович Вавричук — директор

## Відомі учні
- Андрій Юркевич (1982—2014) — український військовик, командир 2-го взводу 2-ї роти «Захід» 24-го батальйону територіальної оборони «Айдар» МО України.